# Bratuš
Bratuš – nadmorska osada, położona na Riwierze Makarskiej, należąca do gminy Baška Voda. Powstała w XVIII wieku, w wyniku osiedlenia się kilku rybackich rodzin z Podgory. Według spisu ludności z 2001 roku, w miejscowości i pobliskiej Krvavicy żyje 287 ludzi, podczas gdy liczbę stałych mieszkańców samego Bratuša szacuje się na 50.
Centrum Bratuša wyróżniają stare kamienne domy, a wśród nich mały plac, zwany Kačićevi dvori. Ostatnimi czasy zbudowano wiele domków letniskowych i ośrodków wypoczynkowych. Nieopodal nad osadą, znajduje się prehistoryczne stanowisko Gradina z dominującą środkową ścianą i kilkoma mniejszymi wokół.
Osada w całości znajduje się poniżej Magistrali Adriatyckiej, głównej trasy chorwackiego wybrzeża.
Głównym źródłem dochodów dla Bratušan jest turystyka, czemu sprzyja duże nasłonecznienie terenu i urodziwe plaże.